# Anatol Jacotă
Anatol Jacotă (n. 21 iunie 1941 – d. 11 ianuarie 2010) a fost un specialist în domeniul geneticii, fiziologiei și biotehnologiei vegetale, membru titular al Academiei de Științe a Moldovei.